# کیسی تومیناگا
کیسی تومیناگا (انگلیسی: Keisei Tominaga؛ زادهٔ ۱ فوریهٔ ۲۰۰۱) بازیکن بسکتبال اهل ژاپن است.